# Astragalus tananaica
Astragalus tananaica là một loài thực vật có hoa trong họ Đậu. Loài này được (Hultén) Hultén miêu tả khoa học đầu tiên năm 1950.